# Меликадзе, Леонид Давидович
Леонид Давидович Меликадзе (груз. ლეონიდე დავითის ძე მელიქაძე; 1912—1990) — советский и грузинский учёный в области органической химии, доктор химических наук (1964), профессор (1965), академик АН Грузинской ССР (1974). Лауреат Премии имени П. Г. Меликишвили АН ГрузССР (1959) и Премии Совета Министров ГрузССР (1972). Заслуженный деятель науки ГрузССР (1974).

## Биография
Родился  7 октября 1912 года в Тбилиси.
С 1929 по 1934 год обучался на химико-технологическом факультете Грузинского государственного политехнического института имени С. М. Кирова.
С 1934 по 1935 год на исследовательской работе в Тбилисском НИИ лёгкой промышленности и в лаборатории пищевых продуктов Тбилисского государственного университета в качестве инженера-технолога. с 1935 по 1936 год находился на стажировке в Москве в Институте горючих ископаемых АН СССР.
С 1936 года на научно-исследовательской работе в Институте физической и органической химии АН Грузинской ССР в должностях: младший научный сотрудник, с 1942 по 1947 год — старший научный сотрудник лаборатории неорганических веществ и лаборатории горючих ископаемых, с 1947 по 1977 годы — заместитель директора этого института по науке и одновременно с 1947 по 1990 год — руководитель  лаборатории химии нефти. Одновременно с 1958 по 1965 год являлся членом Технико-экономического совета при СНХ Грузинской ССР и с 1967 по 1971 год — консультант Института защиты растений МСХ Грузинской ССР.

### Научно-педагогическая деятельность и вклад в науку
Основная научно-педагогическая деятельность Л. Д. Меликадзе была связана с вопросами в области органической химии, химии высокомолекулярных соединений нефти. Им был разработан ряд методов исследования и выделения сернистых микроэлементов и соединений нефти и нефтепродуктов, им был найден ингибитор фотохимического окисления минеральных масел, применяемый в составе нефитотоксической масляной эмульсии, в последующем использующийся для борьбы с вредителями цитрусовых растений, им были выделены и изучены вещества, которые обусловливают флуоресценцию нефти и широко используются в качестве люминофоров люминесцентной дефектоскопии в машиностроительной промышленности.
Л. Д. Меликадзе являлся одним из первых в Грузии систематически начал заниматься исследованиями в области химии и технологии нефти.
Л. Д. Меликадзе в 1975 и в 1979 годах являлся участником IX и X Международных нефтяных конгрессов проходивших в Японии и Румынии. В 1981 году в качестве руководителя Советской делегации был направлен в Марокко для ознакомления  марокканского способа хранения и обработки цитрусов. Л. Д. Меликадзе являлся членом Учёных советов факультета химической технологии Тбилисского государственного университета и Грузинского политехнического института, Института физической и органической химии АН Грузинской ССР, Института защиты растений МСХ Грузинской ССР, Института кибернетики АН Грузинской ССР. С 1946 по 1967 год являлся членом Правления и Совета Грузинского отделения Всесоюзного химического общества имени Д. И. Менделеева. С 1965 по 1976 год — член Правления Тбилисской городской организации общества «Знание». С 1967 по 1977 год — член Чрезвычайной республиканской комиссии Совета Министров Грузинской ССР по борьбе с большим еловым лубоедом. С 1970 по 1971 год — член Комиссии по вопросам улучшения качества продукции при Центральном комитете Компартии Грузии. С 1973 по 1978 год — консультант Центральной научно-производственной лаборатории по борьбе с вредителями и болезнями леса Государственного комитета лесного хозяйства Грузинской ССР. С 1974 по 1990 год являлся — членом редколлегии химической серии научного журнала «Известия АН Грузинской ССР». С 1976 по 1990 год — член Научного совета по нефтехимии и член секции «Капиллярные методы и методы течеискания» Научного Совета по проблеме «Неразрушающие физические методы
контроля» Академии наук СССР, так же являлся председателем Грузинской секции Научного совета по нефтехимии и членом редакционно-издательского Совета АН Грузинской ССР.
В 1942 году защитил кандидатскую диссертацию по теме: «Изучение химической природы и свойств норийской нефти» и ему было присвоено учёное звание старший научный сотрудник, в 1964 году защитил докторскую диссертацию на соискание учёной степени доктор химических наук по теме: «Люминесцентные и фотохимические свойства нефти». В 1965 году ВАК СССР ему было присвоено учёное звание профессор. В 1967 году был избран член-корреспондентом, а в 1974 году был избран действительным членом АН Грузинской ССР.  Л. Д. Меликадзе было написано более семисот научных работ, в том числе монографий, под его руководством было выполнено двадцать пять докторских и кандидатских диссертаций.

## Основные труды
- К познанию флуоресцирующих компонентов нефти / Л. Д. Меликадзе, Т. А. Элиава, Э. А. Ушараули ; Акад. наук Груз. ССР. Ин-т химии им. П. Меликишвили. - Тбилиси : Изд-во Акад. наук Груз. ССР, 1958. - 79 с.
- К изучению микроэлементов нефтей Грузии / Л. Д. Меликадзе, К. Г. Годердзишвили, Дж. И. Зульфугарлы ; АН СССР, Ин-т физ. и орган. химии им. П. Г. Меликишвили. - Тбилиси : Мецниереба, 1976. - 97 с.
- Фотохимическая конденсация малеинового ангидрида с углеводородами фенантренового ряда. - Тбилиси : Мецниереба, 1977. - 104 с.
- Леонид Давидович Меликадзе : Биобиблиография / АН ГССР, Центр. науч. б-ка; Сост. Р. Н. Ахобадзе и др. - Тбилиси : Мецниереба, 1982. - 87 с[5]

## Награды
- Орден «Знак Почёта» (1945, 1981)
- Медаль «За оборону Кавказа» (1945)
- Медаль «За доблестный труд в Великой Отечественной войне 1941—1945 гг.» (1946)
- Заслуженный деятель науки Грузинской ССР (1974)
- Премия Совета Министров Грузинской ССР (1972 — за разработку и внедрение эффективного препарата «ПЛК» для борьбы с вредителями хвойных лесов — большого елового лубоеда и сосновой стволовой огневки)
- Премия АН ГССР имени П. Г. Меликишвили (1959)[2][3][4]